# ویلگونشی
ویلگونشی (به فرانسوی: Villegongis) یک کمون در فرانسه است که در اندر واقع شده‌است. ویلگونشی ۱۸٫۱۵ کیلومتر مربع مساحت و ۱۳۹ نفر جمعیت دارد و ۱۵۹ متر بالاتر از سطح دریا واقع شده‌است.